# Стоппа, Паоло
Па́оло Сто́ппа (итал. Paolo Stoppa; 6 июня 1906 года, Рим, Королевство Италия — 1 мая 1988 года, Рим, Италия) — итальянский актёр театра и кино.

## Биография
Окончил Национальную академию Святой Цецилии. Работал в театре.
В кино с 1934 года. Работал с выдающимися режиссёрами итальянского и мирового кинематографа, такими как: Алессандро Блазетти, Рене Клер, Джузеппе де Сантис, Витторио Де Сика, Роберто Росселлини, Лукино Висконти и другими. Снимался также во Франции, Испании и США. Всего в фильмографии актёра более 170 картин.
В 1946—1960 годах возглавлял актёрскую труппу, созданную вместе с Риной Морелли.

## Избранная фильмография
- 1932 — Лазурная армия / L'armata azzurra (ит.)
- 1939 — Приключения Сальватора Розы / Un'avventura di Salvator Rosa — второй фермер
- 1941 — Железная корона / La corona di ferro — Трифилли
- 1942 — Дон Сезар де Базан — Санчо
- 1949 — Фабиола / Fabiola — проконсул Манлиус Валериан
- 1949 — Красота дьявола / La beauté du diable — Official
- 1951 — Чудо в Милане / Miracolo a Milano — Раппи
- 1952 — Рим в 11 часов / Roma ore 11 — служащий
- 1952 — Семь смертных грехов / Les sept péchés capitaux — М. Альваро (эпизод «Алчность»)
- 1952 — Прежние времена / Altri tempi - Zibaldone n. 1 — Отец Гвидо (segment 'Idillio')
- 1952 — Ночные красавицы / Les belles de nuit — директор Оперы
- 1953 — Граф Монте-Кристо / Le comte de Monte-Cristo — Бертуччо
- 1953 — Вокзал Термини / Stazione Termini — носильщик (в титрах не указан)
- 1953 — Возвращение дона Камилло / Il ritorno di Don Camillo — Маркетти
- 1954 — Золото Неаполя / L'oro di Napoli — дон Пеппино, вдовец (эпизод «Пицца в кредит»)
- 1955 — Прекрасная мельничиха / La bella mugnaia — Гардунио
- 1958 — Закон / La legge — Тонио
- 1960 — В Риме была ночь / Era notte a Roma — принц Алессандро Антониани
- 1960 — Рокко и его братья / Rocco e i suoi fratelli — Черри, тренер по боксу
- 1960 — Да здравствует Италия! / Viva l'Italia! — Нино Биксио
- 1961 — Ванина Ванини / Vanina Vanini — Асдрубале Ванини
- 1961 — Как хорошо жить / Che gioia vivere — парикмахер
- 1961 — Страшний суд / Il giudizio universale — Джорджо
- 1961 — Угроза / La menace/ La amenaza — дядя «Кузен»
- 1962 — Боккаччо-70 / Boccaccio '70 — юрист Алькамо (эпизод «Работа», в титрах не указан)
- 1962 — Степь / La steppa — Варламов
- 1963 — Леопард / Il gattopardo — дон Калоджеро Седара
- 1964 — Бекет / Becket — папа Александр III
- 1964 — Визит / The Visit — доктор
- 1966 — За лисой / Caccia alla volpe — Полио
- 1968 — Однажды на Диком Западе / C'era una volta il West — Сэм, извозчик
- 1973 — Ругантино / Rugantino — Mastro Titta
- 1974 — Новобранцы идут на войну / Les bidasses s'en vont en guerre — полковник
- 1981 — Маркиз дель Грилло / Il marchese del Grillo — папа Пий VII
- 1982 — Орёл или решка / Il berretto a sonagli —

## Награды
- 1955 — приз Итальянской ассоциации кинокритиков «Серебряная лента» лучшему актёру второго плана («Золото Неаполя»)
- 1975 — Большой крест ордена «За заслуги перед Итальянской Республикой»
- 1982 — номинация на премию «Давид ди Донателло» за лучшую мужскую роль второго плана («Маркиз дель Грилло»)
- 1983 — номинация на премию «Давид ди Донателло» за лучшую мужскую роль второго плана («Мои друзья 2»)